# Reduta Baħar iċ-Ċagħaq
Reduta Baħar iċ-Ċagħaq (malt. Ridott ta' Baħar iċ-Ċagħaq) jest to reduta w Baħar iċ-Ċagħaq, części Naxxar, Malta. Została zbudowana w latach 1715-1716 przez Zakon Maltański, jako jedna z serii fortyfikacji brzegowych wokół Wysp Maltańskich. Reduta ciągle istnieje, i jest w relatywnie dobrym stanie.
Jest ona również znana jako Reduta Vendôme (malt. Ridott ta' Vendôme) lub Reduta Madliena (malt. Ridott tal-Madliena).

## Historia
Redura Baħar iċ-Ċagħaq została zbudowana w latach 1715-1716 jako część pierwszego etapu budowy redut na Malcie. Najbliższymi reducie fortyfikacjami były: na północnym zachodzie Bateria Qalet Marku (zburzona) oraz na wschodzie Wieża Madliena. Reduta była oryginalnie połączona z wieżą przez entrenchment, lecz niewiele z niego przetrwało.
Reduta składa się z pięciokątnej platformy z krótkimi flankami i niskim parapetem, z prostokątnym blokhauzem ulokowanym w centrum. Blokhauz jest podzielony na dwa pomieszczenia, do większego z których prowadzi główne wejście.
W czasie II wojny światowej w wystającej części reduty zbudowano punkt obronny. 

## Współcześnie
Dziś reduta jest ciągle w relatywnie dobrym stanie. Jest oddana w leasing prywatnemu najemcy, mieści się w niej bar i restauracja Las Palmas.

## Galeria

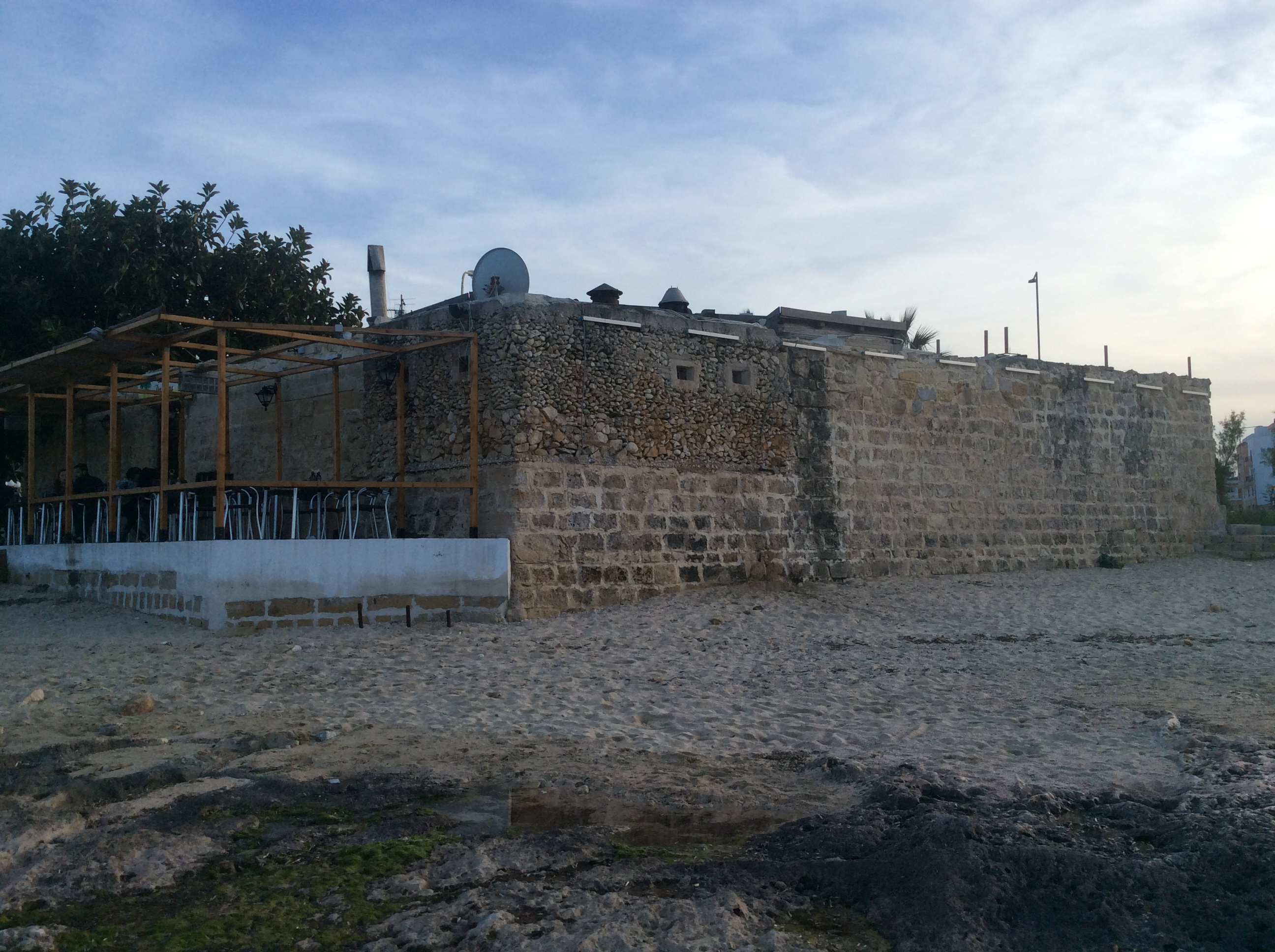
Reduta widziana z zatoki. Na części wystającej widoczna pozycja obronna z okresu II wojny światowej.
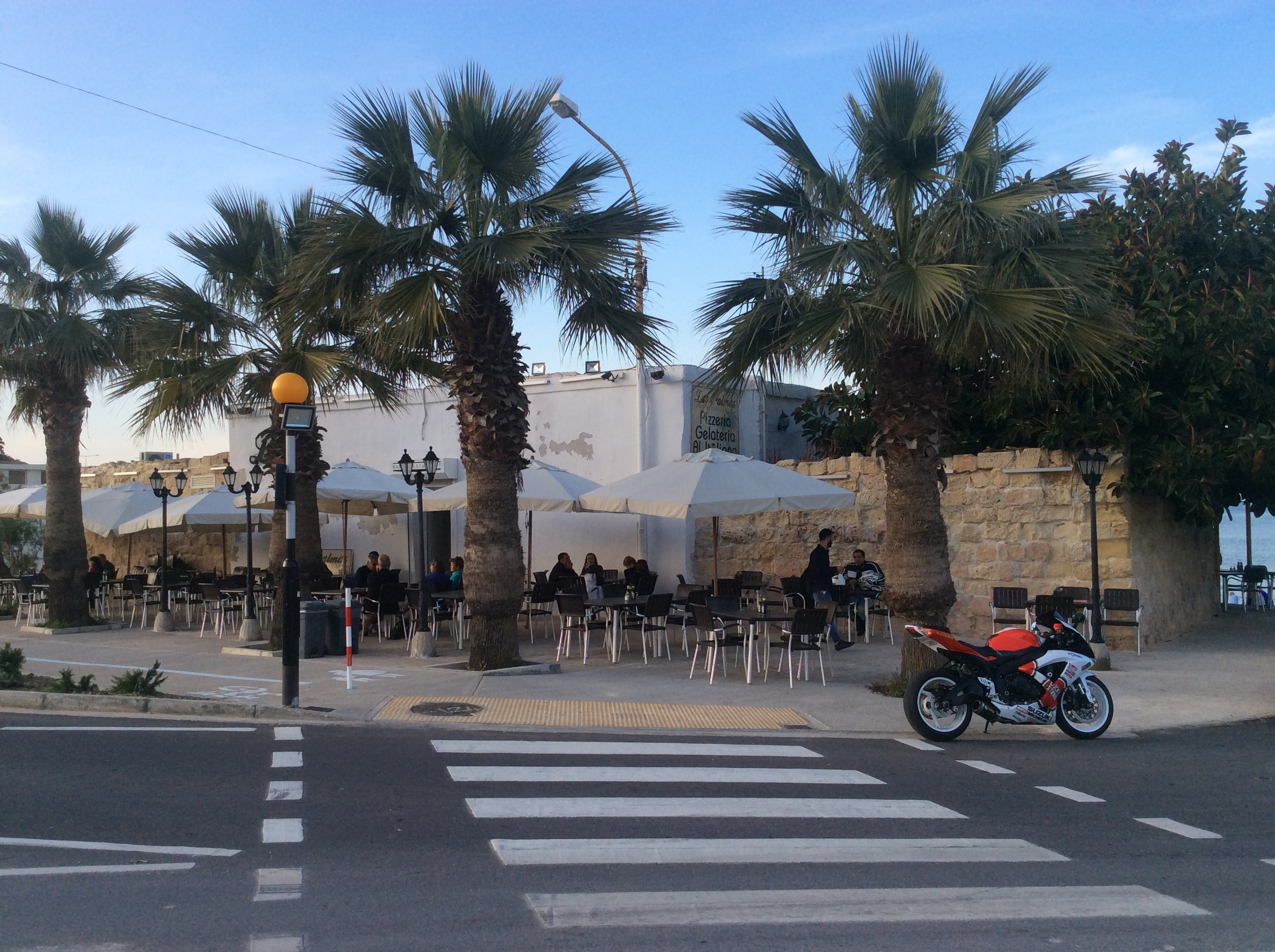
Reduta widziana od strony lądu. Biały budynek to blokhauz.
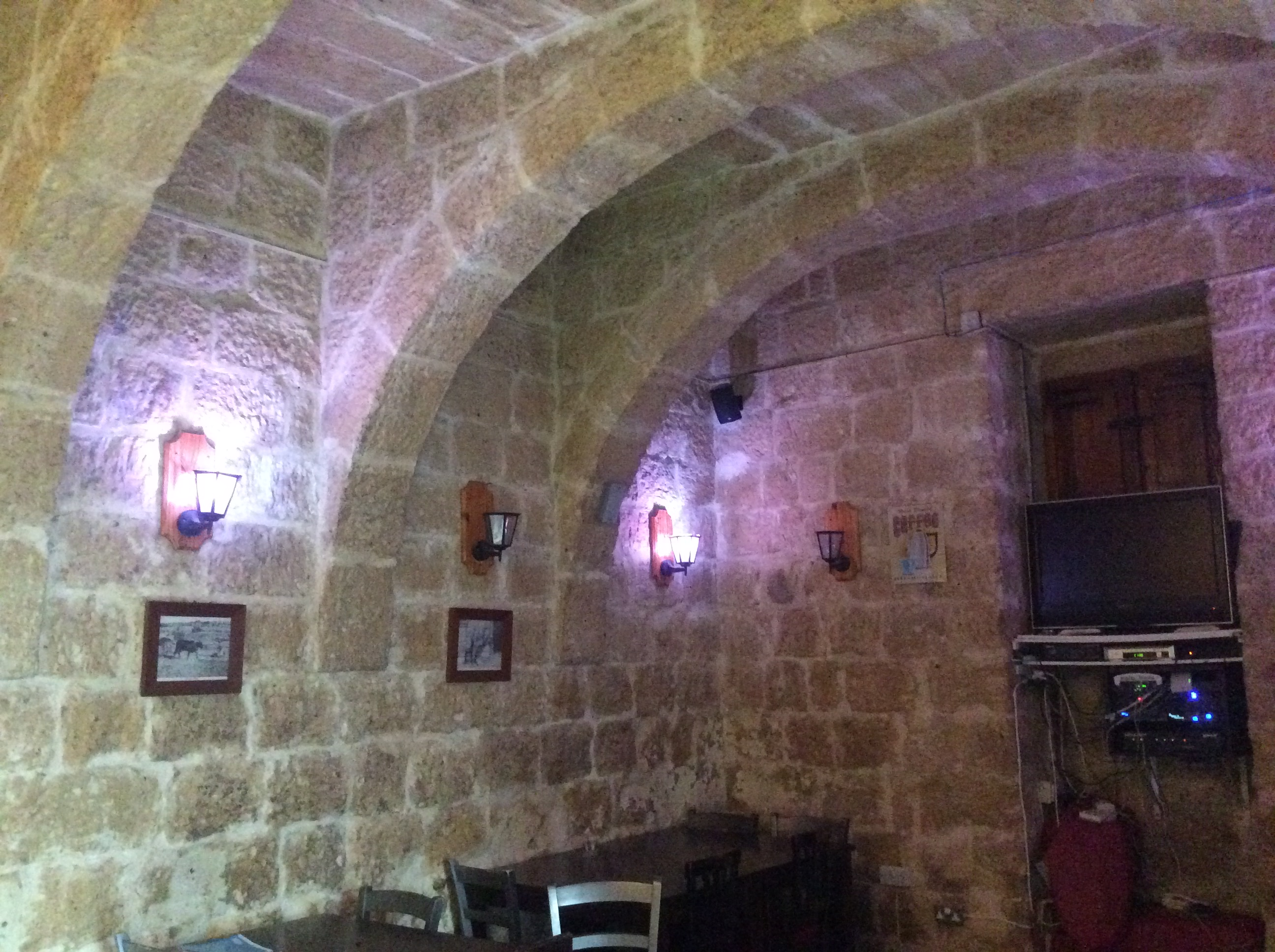
Wnętrze reduty.